# Dirk Beuchler
Dirk Beuchler (* 9. Februar 1971 in Kampala, Uganda) ist ein ehemaliger deutscher Handballtrainer und -spieler.

## Karriere
Beuchler wurde in Uganda geboren, als sein Vater dort als Entwicklungshelfer tätig war. Anderthalb Jahre später kehrte die Familie nach Deutschland zurück.
Dirk Beuchler begann 1979 beim Mainzer Stadtteilverein SC Lerchenberg mit dem Handballspielen und wechselte 1984 zur TSG Eintracht Mombach, 1986 zum TSV Schott Mainz und 1987 zur SG Wallau/Massenheim, bei der er ab 1990 im Aktivenbereich spielte. Der Kreisläufer wurde mit der Mannschaft zweimal Deutscher Meister, zweimal DHB-Pokalsieger und gewann einmal den IHF-Pokal. 1995 wechselte Beuchler zum TuS Nettelstedt, für den er sechs Jahre spielte. 2001 ging er dann nach Spanien zu SDC San Antonio. Mit San Antonio wurde er Spanischer Meister, kam in die Finalrunde der EHF Champions League und gewann den Europapokal der Pokalsieger. Danach ging er für zwei Spielzeiten zu Algeciras BM und beendete seine aktive Zeit mit einer Saison 2007 bei BM Huesca.
Anschließend war Beuchler bei SDC San Antonio von 2007 bis 2009 Teammanager. Im Juli 2009 kehrte er nach Deutschland zurück und wurde beim Zweitligisten SV Post Schwerin Trainer. Nach zwei Spielzeiten wechselte er in die Handball-Bundesliga und wurde als Nachfolger von Volker Mudrow Trainer des TBV Lemgo. Ab der Saison 2013/14 trainierte bis zu seiner Beurlaubung im März 2015 den TuS N-Lübbecke. Ab dem November 2015 war Beuchler als A-Jugendtrainer bei der JSG NSM-Nettelstedt tätig. Im Sommer 2017 übernahm Beuchler den Bundesligisten VfL Gummersbach, den er bis zum November 2017 trainierte.
In seiner aktiven Zeit bestritt Beuchler mindestens acht Spiele für die deutsche Nationalmannschaft.
Seit Mai 2018 ist er für die Deutsche Vermögensberatung tätig. Zwischen 2020 und 2023 war er als sportlicher Berater bei der HSG Blomberg-Lippe tätig. Er ist verheiratet und hat zwei Kinder.

## Erfolge
- Deutscher Meister 1992 und 1993 mit der SG Wallau/Massenheim
- IHF-Pokal-Sieger 1992 mit der SG Wallau/Massenheim
- Finalist im Europapokal der Landesmeister 1993 mit der SG Wallau/Massenheim
- DHB-Pokalsieger 1993 und 1994 mit der SG Wallau/Massenheim
- Euro-City-Cup 1997 und 1998 mit dem TuS Nettelstedt
- Spanischer Meister 2002 mit SDC San Antonio
- Spanischer Supercup-Sieger 2001 und 2002 mit SDC San Antonio
- Champions-League-Finalist 2003 mit SDC San Antonio
- Europapokalsieger der Pokalsieger 2004 mit SDC San Antonio